# 社会民族会議
社会民族会議（しゃかいみんぞくかいぎ、Social-National Assembly、SNA）は、2008年に設立された、ウルトラナショナリストとネオナチの急進的な組織とグループの集団であり、社会民族主義のイデオロギーを共有し、ウクライナに社会民族主義を構築することを理念としている。ウクライナの政治の極右に位置し、「ウクライナの愛国者」を中心に活動している。中心人物にアンドリー・ビレツキーがいる。2013年11月下旬、社会民族会議と「ウクライナの愛国者」は、右派セクターの形成に繋がった他のいくつかのウクライナの極右グループとの関係を築いた。社会民族会議はまた、全ウクライナ連合「自由」と、ナショナリスト政党「ノヴァ・シラ」のリーダーであるユーリー・ズビトニエフに近いと報告されている。社会民族会議の活動は主にキーウを拠点としている。